# Shipton Bellinger
Shipton Bellinger – wieś w Anglii, w hrabstwie Hampshire, w dystrykcie Test Valley. Leży 26 km na północny zachód od miasta Winchester i 113 km na zachód od Londynu.